# Jutta Bartus
Jutta Bartus (* 11. Januar 1926 in Breslau; † 2007) war eine deutsche Hörspiel- und Fernsehautorin, Lyrikerin und Erzählerin.

## Leben
Bartus war die Tochter eines Versicherungsangestellten und wuchs in Breslau auf. Nach ihrem Abitur 1944 wurde sie zum Kriegseinsatz im Landkreis Groß Wartenberg verpflichtet. Anfang 1945 wurde sie aus Breslau evakuiert und arbeitete als Hilfskrankenschwester in einem Lazarett in Riesa, wo sie die Nachricht vom Tod ihres Vaters erhielt. Nach Kriegsende arbeitete sie zunächst als Näherin und machte währenddessen eine Ausbildung zur Neulehrerin. Ab Februar 1946 unterrichtete sie Kriegsheimkehrer, danach war sie Leiterin einer Dorfschule in Koselitz. Sie wurde in das Jugendparlament Brandenburg entsandt und dort in den ersten Zentralrat der FDJ gewählt, dessen Vorsitzender Erich Honecker war. In Zusammenhang mit dieser neuen Funktion wurde sie Jugendredakteurin am Landessender Schwerin, von wo sie im Frühsommer 1947 zur Ausbildung an das Deutsche Theater-Institut in Weimar delegiert wurde, das sie aber nach 3½ Semestern verlassen musste, da sie einem Dozenten dessen Nazivergangenheit vorgehalten hatte. Im März 1949 verließ sie mit ihrer Mutter die Sowjetische Besatzungszone und zog in die Britische Besatzungszone nach Velbert im Bergischen Land.
In der Bundesrepublik arbeitete sie zunächst als Gussputzerin, dann als Handelsvertreterin für Bürobedarf. Sie schrieb erste Gedichte und lieferte Beiträge für linksgerichtete Zeitschriften wie Heute und Morgen, Deutsche Volkszeitung und die horen. Von 1955 bis 1959 war sie mit dem Schriftsteller Adolf Endler verheiratet. Als gegen ihren Mann wegen Staatsgefährdung ermittelt wurde, verließ das Ehepaar die Bundesrepublik und siedelte 1955 nach Ost-Berlin über.
Bartus erster großer Erfolg war mit Rudolf Böhm der fünfteilige, von sozialistischer Aufbruchsstimmung und Optimismus geprägte Fernsehfilm Geboren unter schwarzen Himmeln (1962), für den sie drei Jahre lang über die Arbeitsbedingungen in den Leunawerken recherchiert hatte. 1962 erschien auch eine Romanfassung, Bartus erhielt mehrere Auszeichnungen und wurde in den Schriftstellerverband der DDR aufgenommen. 1964 trat sie der SED bei, in ihrer Arbeit kam es aber zu Konflikten mit der staatlichen Zensur, beispielsweise wurde ihr Drehbuch zum Fernsehspiel Alleingang erst nach erheblichen Eingriffen für die Verfilmung freigegeben.
1974 wurde ihr ältester Sohn wegen „versuchtem ungesetzlichen Grenzübertritts“  zu 7½ Jahren Gefängnis verurteilt. Dies und ihr Einsatz für den Liedermacher Wolf Biermann hatten zur Folge, dass ihre schriftstellerischen Arbeiten fortan abgelehnt wurden. Im Herbst 1977 stellte sie einen Ausreiseantrag und übersiedelte am 14. Dezember 1977 mit ihren beiden jüngsten Söhnen nach Düsseldorf. Im Juli 1978 wurde ihr ältester Sohn aus der Haft entlassen und übersiedelte ebenfalls in die Bundesrepublik.
Hier erschienen in den folgenden Jahren die Ruth-Novellen, in denen sie die Geschichten dreier Frauen in drei deutschen Staaten – dem Deutschen Reich zu Beginn des Nationalsozialismus, der Bundesrepublik der Adenauer-Ära und der DDR der 1970er Jahre – reflektiert. Außerdem erschienen der Gedichtband Scharfe Kanten und der Roman Trauermarsch für vier Klaviere.

## Würdigungen
- 1962 Erich-Weinert-Medaille
- 1962 und 1971 Fernsehlorbeer in Silber des Deutschen Fernsehfunks
- 1982 Soltauer Autorenpreis
- 1982/1983 Stipendium im Künstlerhof Schreyahn

## Werke
- Die böse Welt. Fernsehfilm. 1960.
- Geboren unter schwarzen Himmeln. Fünfteiliger Fernsehfilm mit Rudolf Böhm. 1962.
- Geboren unter schwarzen Himmeln. Roman. Berlin 1962, 3. Aufl. Halle 1976.
- Drei Frauen. Fernsehspiel. 1963.
- Das Fundament. Fernsehspiel und Bühnenstück. 1964.
- Fremdes Blut. Hörspiel. 1966.
- Die Umfrage der Frau Mitschuleit. Hörspiel. 1967.
- Die Sorgen der Ruth Jensen. Hörspiel. 1968. Bühnenstück. 1970.
- Prüfung in Breida. Fernsehspiel. 1970.
- Bürgschaften. Fernsehfilm. 1972.
- Alleingang. Fernsehspiel. 1973.
- Eine von ihnen. Fernsehspiel. 1974.
- Ruth-Novellen. Erzählungen. Oberbaum, Berlin 1979, ISBN 3-87628-157-1.
- Nachtfahrt. Erzählung. In: Gerald Zschorsch (Hrsg.): Antworten. Berline 1979, S. 34–40.
- Scharfe Kanten. Gedichte aus zwei Dutzend und drei Jahren. Klaus Guhl, Berlin 1980, ISBN 3-88220-330-7.
- Vogelfrei. Erzählung. In: Andreas W. Mythze (Hrsg.): Dissidenten? Europäische Ideen Heft 54/55 (1982), S. 2–12.
- Dünne Haut. Autobiographische Erzählung. In: Gerhard Finn, Liselotte Julius (Hrsg.): Von Deutschland nach Deutschland. Zur Erfahrung der inneren Übersiedlung. Bonn 1983, ISBN 3-923423-00-4, S. 11–35.
- Geht es euch gut, Marie? Hörspiel. 1983.
- Trauermarsch für vier Klaviere. Roman. Berlin 1986 und Leipzig 1991, ISBN 3-378-00483-5.